# Supercoupe de Tunisie féminine de football
La Supercoupe de Tunisie de football féminin (arabe : كأس السوبر التونسي للسيدات) est une compétition tunisienne de football féminin organisée par la Fédération tunisienne de football. Créée en 2008, elle oppose le champion de Tunisie au vainqueur de la coupe de Tunisie.
Le match a lieu le jour de la Journée nationale de la femme.

## Histoire
La première Supercoupe de Tunisie féminine est disputée lors de la saison 2008.
L'édition 2010 est annulée en raison du renoncement de l'Association sportive de la Banque de l'habitat car l'équipe ne dispose pas d'assez de joueuses.

## Palmarès
| N°  | Année | Vainqueur      | Score        | Finaliste    |
| --- | ----- | -------------- | ------------ | ------------ |
| 1re | 2008  | ASF Sahel      | 1-0          | ISSEP Kef    |
| 2e  | 2009  | Tunis Air Club | 1-1          | ASF Sahel    |
| -   | 2010  | Pas disputée   | Pas disputée | Pas disputée |
| -   | 2011  | Pas disputée   | Pas disputée | Pas disputée |
| 3e  | 2012  | ASF Sahel      | 5-0          | ASF Médenine |

## Palmarès par équipe
| Club           | Ville  | Titres | Années     |
| -------------- | ------ | ------ | ---------- |
| ASF Sahel      | Sousse | 2      | 2008, 2012 |
| Tunis Air Club | Tunis  | 1      | 2009       |